# Andrakammarvalet i Sverige 1952
Andrakammarvalet i Sverige 1952 till Sveriges riksdags andra kammare hölls söndagen den 21 september 1952.

## Valkampanjen
Detta riksdagsval har ofta kallats för grispremievalet. Bondeförbundets jordbruksminister, Sam Norup, hade ordnat så att Sveriges fläskproducenter fick ett ekonomiskt stöd, retroaktiv grispremie, för grisar som hade slaktats och ätits upp långt tidigare. Detta användes i valkampanjen både av Folkpartiet och Högerpartiet som ett exempel på hur Bondeförbundet satt sig i regeringen för att berika sina egna väljare. I Tage Erlanders dagböcker från 1952 framgår också att han var olycklig över hur stödet till jordbruket fick det att se ut som att socialdemokraterna satt i knäet på "godsägare".
Valkampanjen inleddes dramatiskt när två svenska flygplan blev nedskjutna över Östersjön av Sovjetunionen (Catalinaaffären). Under sommaren dömdes Fritiof Enbom till livstids fängelse för spioneri för Sovjetunionen. Händelserna ledde till politisk debatt när Högerpartiet och Folkpartiet var kritiska mot att regeringen inte ville ta upp nedskjutningarna till FN och krävde utrikesminister Östen Undéns avgång.
I maj 1952 antog riksdagen en ny metod för att fördela mandaten vid andrakammarvalen: Den d’Hondtska metoden ersattes av den jämkade uddatalsmetoden. Samtidigt förbjöds valkarteller. Denna ordning gav överrepresentation för stora partier, proportionalitet för medelstora partier och underrepresentation för små partier. Folkpartiet och Högerpartiet var mycket kritiska till att socialdemokraterna på så vis blev överrepresenterade och anklagade regeringen för manipulationer.
Partiernas valaffischer:
- Stopp för skatter som lamslår - framåt med Folkpartiet
- Högern behövs nu
- Klaga inte, rösta med Högern
- Att lita på - Högern
- Att lita på - Högerpartiet
- Vi på landsbygden håller ihop, rösta med Bondeförbundet
- Full sysselsättning - LO - Arbetarepartiet
- Fred - nationell frihet - Kommunisterna

## Valresultat
För samtliga genom valet invalda riksdagsmän, se Lista över ledamöter av Sveriges riksdags andra kammare 1953-1956.
| Parti                | Parti                            | Partiledare          | Röster             | Röster | Röster | Mandatfördelning | Mandatfördelning |
| Parti                | Parti                            | Partiledare          | Antal              | %      | +− %   | Antal            | +−               |
| -------------------- | -------------------------------- | -------------------- | ------------------ | ------ | ------ | ---------------- | ---------------- |
|                      | Socialdemokraterna               | Tage Erlander        | 1 742 284          | 46,05  | −0,08  | 110              | −2               |
|                      | Folkpartiet                      | Bertil Ohlin         | 924 819            | 24,44  | +1,69  | 58               | +1               |
|                      | Högerpartiet                     | Jarl Hjalmarson      | 543 825            | 14,37  | +2,03  | 31               | +8               |
|                      | Landsbygdspartiet Bondeförbundet | Gunnar Hedlund       | 406 183            | 10,74  | −1,64  | 26               | −4               |
|                      | Sveriges kommunistiska parti     | Hilding Hagberg      | 164 194            | 4,34   | −1,97  | 5                | −3               |
|                      | Vänstersocialistiska partiet     | Albin Ström          | 2 302              | 0,06   | -0,02  | —                | —                |
|                      | Övriga partier                   | —                    | 100                | 0,00   | —      | —                | —                |
|                      | Socialistiska blocket (S + SKP)  | —                    | 1 906 478          | 50,39  | —      | 115              | —                |
|                      | Borgerliga blocket (LB + FP + H) | —                    | 1 874 827          | 49,55  | —      | 115              | —                |
| Antal giltiga röster | Antal giltiga röster             | Antal giltiga röster | 3 783 707          | 100,00 |        | 230              |                  |
| Ogiltiga röster      | Ogiltiga röster                  | Ogiltiga röster      | ?                  |        |        |                  |                  |
| Totalt               | Totalt                           | Totalt               | 3 801 284 (79,1 %) |        |        |                  |                  |

- Vänstersocialistiska partiet ställde endast upp i Göteborgs stads valkrets och erhöll där alla sina röster.

Källa : Svenska Dagbladets årsbok 1952, SCB Riksdagsmannavalen 1949-1952
Andrakammarvalen i Kristianstads län och Jämtlands län överklagades av Bondeförbundet då de ansåg att kontrollen vid rösträkningen ej varit lagenlig. Den 11 november beslöt Regeringsrätten att valen skulle göras om, och detta skedde söndagen den 14 december. Vid detta omval kunde Bondeförbundet vinna ett mandat från Folkpartiet i Jämtlands län. Siffrorna i tabellen ovan gäller för förhållandena efter detta extraval.
Bland de invalda riksdagskandidaterna fanns bland annat folkpartisten Gunnar Helén.

## Regeringsbildning
Valframgångarna för Folkpartiet och Högerpartiet innebar att dessa partier tillsammans med Bondeförbundet hade 115 ledamöter i kammaren. Socialdemokraterna och kommunisterna hade också 115 ledamöter men eftersom den socialdemokratiske talmannen saknade rösträtt innebar detta en mandatfördelning på 115-114 till fördel för det icke-socialistiska blocket. Det fanns därför en teoretisk möjlighet att dessa partier skulle kunna bilda en majoritet. Detta skedde nu inte eftersom Bondeförbundet och Socialdemokraterna delade på regeringsmakten sedan 1951, regeringen Erlander II.